# Santa Inés (Spanyolország)
Santa Inés egy község Spanyolországban, Burgos tartományban.  Lakosainak száma 155 fő (2024).

## Népesség
A település népessége az utóbbi években az alábbiak szerint változott:
| Lakosok száma | 198  | 185  | 172  | 154  | 143  | 159  | 154  | 142  | 147  | 155  |
|               | 2001 | 2004 | 2006 | 2009 | 2011 | 2014 | 2016 | 2019 | 2021 | 2024 |